# بتل کریک (مجموعه تلویزیونی)
بَتِل کریک (انگلیسی: Battle Creek) بک مجموعه تلویزیونی کمدی-درام آمریکایی است که پخش آن از ۱ مارس ۲۰۱۵ از شبکه سی‌بی‌اس آغاز شد. داستان این فیلم که دو نقش اصلی آن را جاش دوهامل و دین وینترز بازی می‌کنند، به همکاری نامتعارف بین یک کارآگاه پلیس و یک مأمور اف‌بی‌آی در شهر بتل‌کریک ایالت میشیگان می‌پردازد.

## بازیگران
- جاش دوهامل
- دین وینترز
- آبری دالر
- اِدوارد فُردهَم جونیور
- کل پن
- جانت مک‌تیر
- لایزا لاپیرا
- دیمون هریمن
- مردیت ایتون
- پتن اسوالت
- پیتر جکوبسن
- کندیس برگن
- دن باکدال
- رابرت شان لئونارد

## قسمت‌ها
| قسمت | عنوان                                                                                 | کارگردان      | نویسنده                  | تاریخ اصلی پخش | میزان بیننده در آمریکا (به میلیون) |
| ---- | ------------------------------------------------------------------------------------- | ------------- | ------------------------ | -------------- | ---------------------------------- |
| ۱    | «مسیر بَتِل کریک»                                                                       | براین سینگر   | دیوید شور و وینس گیلیگان | ۱ مارس ۲۰۱۵    | ۷٫۹۲                               |
| ۲    | «راز پنهان»                                                                           | اندرو برنستین | راسل فرند و گرت لرنر     | ۸ مارس ۲۰۱۵    | ن/م                                |
| ۳    | «بهترین دوست انسان»                                                                   | آز اسکات      | تامس ال. مارن            | ۱۵ مارس ۲۰۱۵   | ن/م                                |
| ۴    | «میراث اجدادی»                                                                        | اعلان‌نشده     | اعلان‌نشده                | ۲۲ مارس ۲۰۱۵   | ن/م                                |
| ۵    | «شعله‌های کهنه»                                                                        | اعلان‌نشده     | اعلان‌نشده                | ۲۹ مارس ۲۰۱۵   | ن/م                                |
| ۶    | «قاتل غله‌ای(Cereal Killer-که در انگلیسی تلفظش شبیه Serial Killer یا قاتل سریالی است)» | اعلان‌نشده     | اعلان‌نشده                | ۵ آوریل ۲۰۱۵   | ن/م                                |